# Toussaint Iluku Bolumbu
Toussaint Iluku Bolumbu, M.S.C. (Monieka, 18 november 1964) is een Congolees rooms-katholiek geestelijke en bisschop.
Hij trad binnen bij de Missionarissen van het Heilig Hart en studeerde theologie aan de École Théologique Saint Cyprien in Ngoya-Yaoundé (Kameroen), filosofie aan de Faculteit Saint Pierre Canisius in Kimwenza-Kinshasa en theologie aan de Pauselijke Gregoriaanse Universiteit in Rome. Hij werd op 23 juli 1995 tot priester gewijd en diende als parochiepriester en in verschillende functies binnen zijn congregatie. Hij was overste van de Franstalige, Afrikaanse tak van de Missionarissen van het Heilig Hart voor hij in 2019 tot bisschop van Bokungu-Ikela in de Congolese Evenaarsprovincie werd benoemd.